# Ormaryd
Ormaryd – miejscowość (tätort) w Szwecji, w regionie administracyjnym (län) Jönköping, w gminie Nässjö.
Według danych Szwedzkiego Urzędu Statystycznego liczba ludności wyniosła: 216 (31 grudnia 2015), 211 (31 grudnia 2018) i 210 (31 grudnia 2019).